# One Ordinary Day
One Ordinary Day (Hangul: 어느 날; RR: Eoneu Nal, lit.: One Day) es una serie de televisión surcoreana transmitida del 27 de noviembre de 2021 hasta el 19 de diciembre de 2021 a través de Coupang Play y ViuTV.
La serie es un remake de la serie británica "Criminal Justice" de Peter Moffat.

## Sinopsis
La serie se adentra en el sistema de justicia penal a través de la historia de dos hombres que se ven envueltos en el asesinato de una mujer.
Kim Hyun-soo es un estudiante universitario común y corriente, quien de repente se convierte en el principal sospechoso del caso de asesinato de una mujer con la que paso la noche.
Por otro lado, Shin Joong-han, un hombre que a pesar de que apenas pasó la facultad de derecho, es el único abogado dispuesto a ayudarlo a demostrar su inocencia y a ayudarloa encontrar al verdadero culpable.
Finalmente, Do Ji-tae es un criminal violento que ha estado cumpliendo una condena de prisión durante 10 años y tiene el control de la prisión.

## Reparto

### Personajes principales
| Actor         | Personaje      | N.º de episodios | Notas |
| ------------- | -------------- | ---------------- | --- |
| Kim Soo-hyun  | Kim Hyun-soo   | 8                | Es un estudiante universitario normal cuya vida da un vuelco cuando inesperadamente se convierte en el principal sospechoso del caso de un asesinato. Es una persona que usa el mal para sobrevivir en un mundo egoísta y despiadado. |
| Cha Seung-won | Shin Joong-han | 8                | Es un abogado que apenas pasó el examen de la barra y la única persona que se acerca para ayudar a Kim Hyun-soo. Es el encargado de mostrarle cómo afrontar el absurdo lado del sistema de justicia.                                  |
| Kim Sung-kyu  | Do Ji-tae      | -                | Es un convicto que cumple una sentencia extendida por múltiples delitos violentos. Después de que conoce a Kim Hyun-soo en prisión, lo protege.                                                                                       |

### Personajes secundarios
| Actor          | Personaje                             | N.º de episodios | Notas |
| -------------- | ------------------------------------- | ---------------- | --- |
| Kim Hong-pa    | Det. Park Sang-beom                   | -                | Es el jefe del departamento de detectives que trabaja en el caso de Kim Hyun-soo.                                                          |
| Kim Shin-rok   | Ahn Tae-hee                           | -                | Es una fiscal perfeccionista que quiere convertirse en fiscal jefe y que está trabajando en el caso de Kim Hyun-soo.                       |
| Yang Kyung-won | Park Doo-shik                         | -                | [ 23 ] |
| Lee Seol       | Seo Soo-jin                           | -                | Es una abogada de un bufete de abogados famoso que sigue el caso de Shin Joong-han y Kim Hyun-soo.                                         |
| Jung Ji-ho     | -                                     | -                | Es un personal del Servicio Forense Nacional (NFS).                                                                                        |
| Kim Young-ah   | Hong Jung-ah                          | -                | Es una investigadora del Servicio Nacional Forense.                                                                                        |
| Moon Ye-won    | Kang Da-kyung                         | -                | Es una confiada periodista que investiga el caso de asesinato y cubre la historia todo el tiempo para poder escribir artículos exclusivos. |
| Park Yoon-hee  | -                                     | -                | Es el padre de Kim Hyun-soo. |
| So Hee-jung    | -                                     | -                | Es la madre de Kim Hyun-soo. |
| Woo Jung-won   | Inspectora del Ministerio de Justicia |                  | [ 30 ] |

### Otros personajes
| Actor       | Personaje     | Episodio(s) donde apareció | Notas |
| ----------- | ------------- | -------------------------- | --- |
| Hwang Se-on | Hong Kook-hwa | 1                          | Es una joven que se sube al taxi que Kim Hyun-soo había tomado sin el permiso de su papá para ir a una fiesta. Luego de pasar la noche con ella y consumir drogas, cuando se despierta Hyun-soo no recuerda nada y descubre que Kook-hwa ha sido asesinada luego de ser apuñalada. Poco después es arrestado y acusado del asesinato, por lo que lucha por demostrar su inocencia. |

### Apariciones especiales
| Actor        | Personaje | Episodio(s) donde apareció | Notas                                                                                       |
| ------------ | --------- | -------------------------- | ------------------------------------------------------------------------------------------- |
| Kim Yoo-jung | -         | 8                          | Es una reclusa a la que Shin Joong-han se acerca para brindarle sus servicios como abogado. |

## Episodios
La serie está conformada por ocho episodios, los cuales fueron emitidos en el huso horario (KST).

### Ratings
Los números en color rojo indican las calificaciones más bajas, mientras que los números en azul indican las calificaciones más altas.

## Música
El OST de la serie está conformado por las siguientes canciones:

### Parte 1
| No. | Intérprete | Canción                  | Letra | Música | Duración |
| --- | ---------- | ------------------------ | ----- | ------ | -------- |
| 1   | Wheein     | "Ice Cream Love"         | -     | -      | -        |
| 2   |            | "Ice Cream Love" (Inst.) | -     | -      | -        |

### Parte 4
| No. | Intérprete                  | Canción               | Letra | Música | Duración |
| --- | --------------------------- | --------------------- | ----- | ------ | -------- |
| 1   | Kang Seung-sik y Lim Se-jun | "Pray For Me"         | -     | -      | 3:32 min |
| 2   |                             | "Pray For Me" (Inst.) | -     | -      | 3:32 min |

## Producción
El 5 de enero de 2021, se anunció que se co-produciría una serie de televisión basada en la premiada serie británica Criminal Justice de Peter Moffat, transmitida por la British Broadcasting Corporation (BBC) del 30 de junio de 2008 al 9 de octubre de 2009 y protagonizada por los actores Ben Whishaw y Con O'Neill. El 13 de enero del mismo año, BBC Studios confirmó la adaptación de la serie, a través de su centro de medios.
El thriller también es conocido como "One Day" y/o "That Night".
La serie es dirigida por Lee Myung-woo (이명우), quien tiene el apoyo del guionista Kwon Soon-kyu (권순규). Mientras que la producción está a cargo de Kim Sang-heon (de Chorokbaem Media), Yu Jin-oh (de The Studio M), Kim Mi-hye y Lee Ro-be (ambos de Gold Medalist), quienes cuentan con el apoyo de los productores ejecutivos Ahn Hye-yeon, Kim Seong-han (de Coupang Play) y Yoo Ho-seong (de Chorokbaem Media). Finalmente la edición está en manos de Im Seon-kyung y Lee Ji-hye
Las filmaciones de la serie comenzaron en el primer semestre de 2021. Mientras que la lectura del guion fue realizado ese mismo año.
La conferencia de prensa en línea fue realizada el 26 de noviembre de 2021.
La serie también cuenta con el apoyo de las compañías de producción Studio M, Chorokbaem Media y Gold Medalist.